# حزقيال ألفاريز
حزقيال ألفاريز (بالإسبانية: Juan Álvarez)‏ (27 أكتوبر 1997 في الأرجنتين - ) هو لاعب كرة قدم أرجنتيني في مركز الوسط.

## وصلات خارجية
- حزقيال ألفاريز على موقع قاعدة بيانات كرة القدم.إي يو (الإنجليزية)
- حزقيال ألفاريز على موقع Soccerway.com (الإنجليزية)